# Opisthoxia conjuncta
Opisthoxia conjuncta är en fjärilsart som beskrevs av Claude Herbulot 1988. Opisthoxia conjuncta ingår i släktet Opisthoxia och familjen mätare. Inga underarter finns listade i Catalogue of Life.